# Bennie Moten
Benjamin Moten  (Kansas City, 13 november 1894 - aldaar, 2 april 1935) was een Amerikaanse jazzpianist en orkestleider.

## Carrière

### 1894–1929
Moten leerde piano spelen bij zijn moeder, die pianiste was. Hijzelf speelde tenorhoorn in het stedelijke jeugdorkest, dat werd geleid door Dave Blackburn. Hij leerde de verdere muzikale grondbeginselen bij Charles T. Watts en Thomas 'Scrap' Harris, die afkomstig waren uit de groep rondom Jelly Roll Morton. Voordat hij zijn diploma behaalde aan de Lincoln High School, verliet hij deze om een muziekcarrière na te streven. Moten was een uitstekende stride-pianist, die in de kleine clubs van Kansas City optrad. Hij hielp samen met majoor N. Clark-Smith, Dan Blackburn en Charles T. Watts de plaatselijke muzikantenvereniging Local 627 (opgericht in 1917) op te bouwen.
In 1918 formeerde hij het ragtime-trio B.B.& D. Orchestra met Dude Langford (drums) en Baley Hancock (zang). De band floreerde onder Motens leiding, speelde in de Panama Club van Kansas City en was zeer populair.
In 1992 formeerde hij zijn eigen band onder zijn eigen naam. In dit Bennie Moten Orchestra speelden Thamon Hayes (trombone), Willie Hall (drums), Woody Walder (tenorsaxofoon, klarinet), Sam "Banjo Joe" Tall (banjo) en Lammar Wright (kornet). In 1923 vonden door bemiddeling van de producent Winston Holmes de eerste opnamen plaats voor Okeh Records. In totaal maakte hij van 1923 tot 1925 veertien opnamen voor het label, waaronder Crawdad Blues en Elephant's Wobble, die mede tot de eerste opnamen telden van de Kansas City jazz, (eerdere opnamen van George E. Lee werden niet uitgebracht) en bijkomstig enkele opnamen met de blueszangeressen Ada Brown en Mary Bradford.
Moten was vanaf 1924 als ervaren zakenman manager van de Paseo Hall in Kansas City en opende de danszaal voor het afro-Amerikaanse publiek. In deze reusachtige danszaal trad Moten met zijn achtkoppige band twee keer per week op (in 1924 breidde hij zijn sextet uit met Harry Cooper (kornet) en Harlan Leonard (altsaxofoon, klarinet)). De uitbreiding stelde Moten in staat om de blazers in twee blazersets te verdelen. Vanaf 1925 waren ze de leidende band in Kansas City, die Moten doorlopend uitbreidde tot een traditionele bigband. Don Byas beweerde, dat hij als tiener rond 1927 had gewerkt met Moten.
In 1928 speelde Moten met de intussen tot elf muzikanten uitgebreide band in het Lafayette Theater en de Savoy Ballroom in Harlem. De dansers hielden van de stijl, omdat hij zich onderscheidde van Fletcher Henderson en Duke Ellington met zijn trage stampende aanpak. Moten had zich vanaf het begin een kans tegen Chick Webb, Henderson en de grote bands berekend en vervolgde het doel, zijn orkest net zo succesvol te maken.
In het bijzonder begerig keek hij neer op de Blue Devils van Walter Page, die bij jazzhistorici als de beste band van de Kansas City-stijl werd beoordeeld. In het bijzonder miste hij sterke zangers als Jimmy Rushing bij de Blue Devils en zich verheffende solisten in zijn band. Nadat hij in 1929 enkele voormalige Blue Devils-muzikanten bij zijn band had gehaald, waaronder Hot Lips Page, Count Basie, Jimmy Rushing en Eddie Durham (trombone, gitaar), kwamen er conflicten in zijn band, omdat hij daarvoor langjarige leden had ontslagen en enkele andere muzikanten verlieten de band. Thamon Hayes formeerde zijn eigen band, die met de hulp van Jesse Stone de band van Moten beconcurreerde en deze zelfs bij een festival in 1932 versloeg.

### 1930–1935
Count Basie, die Moten overtuigde om hem zijn plaats aan de piano af te staan, om zich meer te kunnen concentreren op de leiding van het orkest, ontleende de band een bijzondere uitstraling. Basie schreef naar eigen zeggen ook arrangementen voor de band, waarin de blues meer invloed kregen. Vanaf eind 1931 kwamen verdere stersolisten bij de band, waaronder Ben Webster en Eddie Barefield (altsaxofoon, klarinet) en de vroegere Blue Devils-chef Walter Page. Moten kocht voor de oostkust-tournee in de winter van 1931 arrangementen van Benny Carter en Horace Henderson, wisselde van two-beat naar four-beat (de toentertijd ongewone lopende bas van Walter Page aan de contrabas) en beleefde daarmee een catastrofale nederlaag tegen de Kansas City Rockets van Thamon Hayes tijdens het traditionele muzikantenbal in mei 1932. Relatief zonder succes was hun oostkust-tournee in 1932, waar ze door het publiek slecht werden ontvangen. In december 1932 namen ze terneergeslagen heden legendarische opnamen bij RCA Victor op (Toby, Moten Swing, Lafayette, Prince of Wales e.a.), waarbij Moten overigens niet aanwezig was. Na McCarthy waren de bijna allemaal door Eddie Durham, met steun van Eddie Barefield geschreven arrangementen van deze laatste opname, samen met de meeste van de in 1929 en 1931 erbij gekomen stersolisten als Webster, Durham, Basie, Hot Lips Page en Barefield, die ze konden omzetten, de doorslaggevende factor, dat Bennie Moten tegenwoordig als centrale figuur van de Kansas City-jazz in herinnering blijft.
1933 was een moeilijk jaar voor de band, ondanks dat nieuwe muzikanten van de ontbonden Original Blue Devils erbij kwamen, zoals Buster Smith en Lester Young. Voor een korte periode haalde Moten in 1934 George E. Lee als co-leider, omdat hij in diens entertainer-vaardigheden voordelen zag. Andere muzikanten vertrokken. Tot Basie's in 1933 geformeerde band Count Basie and His Cherry Blossom Orchestra behoorden ook Herschel Evans en Jimmy Rushing als zanger. In hetzelfde jaar gingen ze zonder Moten met Basie naar Little Rock in Arkansas. Basie's band ontbond zich meer en meer. De populariteit van de Moten-band in Kansas City was nu weer gestegen en Moten bezorgde de band kort voor zijn overlijden nog een optreden in Denver. Motens tragische dood beëindigde dit hoofdstuk van de Kansas City-jazz. Hij onderging een lichte routine-operatie (tonsillectomie, verwijderen van de amandelen), waarbij de chirurg per abuis een ader beschadigde, waardoor Moten verbloedde.
Na Motens overlijden leidde vervolgens zijn neef Buster het orkest verder, waarbij Basie ook nog enkele dagen speelde, maar stopte er dan mee. Count Basie formeerde in 1935 met de Barons of Rhythm een eigen orkest, waarbij hij ook veel voormalige muzikanten van Moten inlijfde. De composities Moten Swing (1932) en South werden aan Moten toegekend. Basie beweerde dat Moten Swing van Durham en hemzelf was. Durham had voor zijn vertrek bij Motens band op diens verzoek nog een hele reeks arrangementen geschreven en was later verbolgen, ze bij Basie terug te horen (volgens Durham ook One O' Clock Jump en Blue Ball).
- Bibsys: 3006940
- Biblioteca Nacional de España: XX933599
- Bibliothèque nationale de France: cb138977531 (data)
- Gemeinsame Normdatei: 133151875
- International Standard Name Identifier: 0000 0000 6303 6546
- Library of Congress Control Number: n85031478
- Nationale Bibliotheek van Letland: 000068349
- MusicBrainz: 6d2a6a98-cddf-489a-80dc-b03b873368b8
- Nationale Bibliotheek van Tsjechië: ola2002157318
- Nationale Bibliotheek van Israël: 987012500872705171
- Nederlandse Thesaurus van Auteursnamen: 099918366
- Istituto Centrale per il Catalogo Unico: UBOV524987
- SNAC: w66q2gpf
- Système universitaire de documentation: 156479575
- Trove: 1024118
- Virtual International Authority File: 27252655
- WorldCat: E39PBJcKQ4kmKMCBqJQ9QtkqwC